# SNRPD3
SNRPD3 (англ. Small nuclear ribonucleoprotein D3 polypeptide) – білок, який кодується однойменним геном, розташованим у людей на короткому плечі 22-ї хромосоми.  Довжина поліпептидного ланцюга білка становить 126 амінокислот, а молекулярна маса — 13 916.
| 10         |  | 20         |  | 30         |  | 40         |  | 50         |
| ---------- |  | ---------- |  | ---------- |  | ---------- |  | ---------- |
| MSIGVPIKVL |  | HEAEGHIVTC |  | ETNTGEVYRG |  | KLIEAEDNMN |  | CQMSNITVTY |
| RDGRVAQLEQ |  | VYIRGSKIRF |  | LILPDMLKNA |  | PMLKSMKNKN |  | QGSGAGRGKA |
| AILKAQVAAR |  | GRGRGMGRGN |  | IFQKRR     |  |            |  |            |

A: Аланін

C: Цистеїн

D: Аспарагінова кислота

E: Глутамінова кислота

F: Фенілаланін

G: Гліцин

H: Гістидин

I: Ізолейцин

K: Лізин

L: Лейцин

M: Метіонін

N: Аспарагін

P: Пролін

Q: Глутамін

R: Аргінін

S: Серин

T: Треонін

V: Валін

Кодований геном білок за функцією належить до рибонуклеопротеїнів. 
Задіяний у таких біологічних процесах як процесінг мРНК, сплайсінг мРНК. 
Білок має сайт для зв'язування з РНК. 
Локалізований у цитоплазмі, ядрі.